# Mamadi Camará
Mamadi Caba Camará (Catió, 31 dicembre 2003) è un calciatore guineense, centrocampista del Reading e della nazionale guineense.

## Carriera

### Club
Nel 2018 si trasferisce in Portogallo accordandosi con il Feirense, che lo aggrega al proprio settore giovanile. Nel 2020 viene tesserato dal Reading. Esordisce tra i professionisti il 9 gennaio 2021 contro il Luton Town nel terzo turno di FA Cup, subentrando al 78' al posto di Sam Baldock. Il 3 febbraio firma il suo primo contratto professionistico con il Reading, accordandosi con la società inglese fino al 2022.

### Nazionale
Il 18 marzo 2022 viene convocato dal CT Baciro Candé in vista degli impegni contro Angola e Guinea Equatoriale. Esordisce in nazionale il 23 marzo contro la Guinea Equatoriale, in amichevole.

## Statistiche

### Presenze e reti nei club
Statistiche aggiornate al 24 ottobre 2023.
| Stagione        | Squadra         | Campionato      | Campionato | Campionato | Coppe nazionali | Coppe nazionali | Coppe nazionali | Coppe continentali | Coppe continentali | Coppe continentali | Altre coppe | Altre coppe | Altre coppe | Totale | Totale |
| Stagione        | Squadra         | Comp            | Pres       | Reti       | Comp            | Pres            | Reti            | Comp               | Pres               | Reti               | Comp        | Pres        | Reti        | Pres   | Reti   |
| --------------- | --------------- | --------------- | ---------- | ---------- | --------------- | --------------- | --------------- | ------------------ | ------------------ | ------------------ | ----------- | ----------- | ----------- | ------ | ------ |
| 2020-2021       | Reading         | FLC             | 1          | 0          | FACup+CdL       | 1+0             | 0               | -                  | -                  | -                  | -           | -           | -           | 2      | 0      |
| 2021-2022       | Reading         | FLC             | 6          | 0          | FACup+CdL       | 1+1             | 0               | -                  | -                  | -                  | -           | -           | -           | 8      | 0      |
| 2022-2023       | Reading         | FLC             | 5          | 0          | FACup+CdL       | 0+1             | 0               | -                  | -                  | -                  | -           | -           | -           | 6      | 0      |
| 2023-2024       | Reading         | FL1             | 6          | 0          | FACup+CdL       | 0+1             | 1               | -                  | -                  | -                  | FLT         | 0           | 0           | 7      | 1      |
| Totale carriera | Totale carriera | Totale carriera | 18         | 0          |                 | 5               | 1               |                    | -                  | -                  |             | 0           | 0           | 23     | 1      |

### Cronologia presenze e reti in nazionale
| Cronologia completa delle presenze e delle reti in nazionale ― Guinea-Bissau | Cronologia completa delle presenze e delle reti in nazionale ― Guinea-Bissau | Cronologia completa delle presenze e delle reti in nazionale ― Guinea-Bissau | Cronologia completa delle presenze e delle reti in nazionale ― Guinea-Bissau | Cronologia completa delle presenze e delle reti in nazionale ― Guinea-Bissau | Cronologia completa delle presenze e delle reti in nazionale ― Guinea-Bissau | Cronologia completa delle presenze e delle reti in nazionale ― Guinea-Bissau | Cronologia completa delle presenze e delle reti in nazionale ― Guinea-Bissau |
| Data                                                                         | Città                                                                        | In casa                                                                      | Risultato                                                                    | Ospiti                                                                       | Competizione                                                                 | Reti                                                                         | Note                                                                         |
| ---------------------------------------------------------------------------- | ---------------------------------------------------------------------------- | ---------------------------------------------------------------------------- | ---------------------------------------------------------------------------- | ---------------------------------------------------------------------------- | ---------------------------------------------------------------------------- | ---------------------------------------------------------------------------- | ---------------------------------------------------------------------------- |
| 23-3-2022                                                                    | Óbidos                                                                       | Guinea-Bissau                                                                | 3 – 0                                                                        | Guinea Equatoriale                                                           | Amichevole                                                                   | -                                                                            |                                                                              |
| 26-3-2022                                                                    | Rio Maior                                                                    | Angola                                                                       | 3 – 2                                                                        | Guinea-Bissau                                                                | Amichevole                                                                   | -                                                                            |                                                                              |
| 9-6-2022                                                                     | Marrakech                                                                    | Guinea-Bissau                                                                | 5 – 1                                                                        | São Tomé e Príncipe                                                          | Qual. Coppa d'Africa 2023                                                    | -                                                                            | 69’                                                                          |
| 17-11-2022                                                                   | Adalia                                                                       | Guinea-Bissau                                                                | 1 – 3                                                                        | Gabon                                                                        | Amichevole                                                                   | -                                                                            | 72’                                                                          |
| 20-11-2022                                                                   | Aksu                                                                         | Gambia                                                                       | 0 – 0                                                                        | Guinea-Bissau                                                                | Amichevole                                                                   | -                                                                            | 90+2’                                                                        |
| Totale                                                                       |                                                                              | Presenze                                                                     | 5                                                                            |                                                                              | Reti                                                                         | 0                                                                            |                                                                              |